# Długa (rzeka)

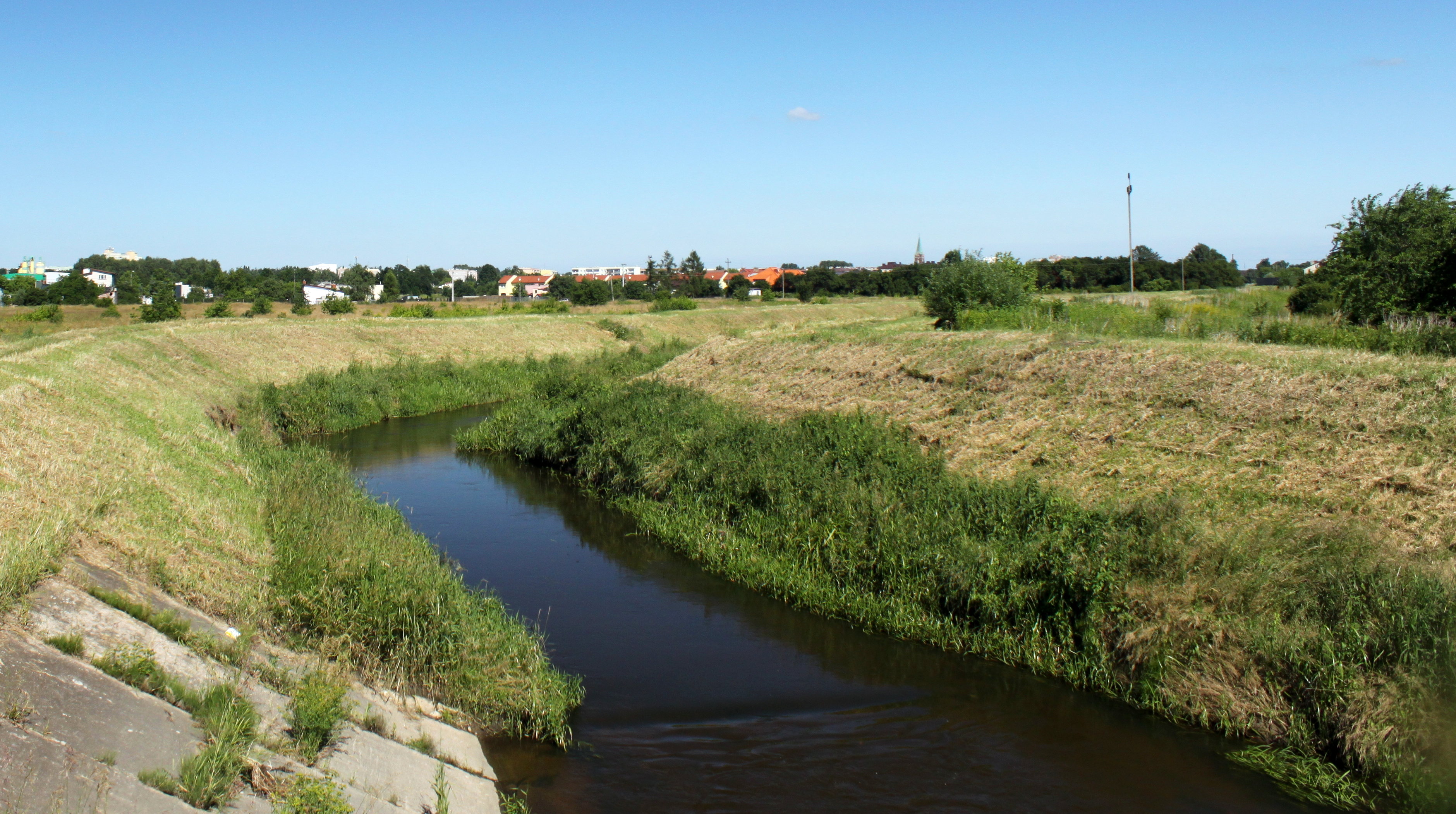
Rzeka Długa w Markach

Długa (oficjalny hydronim; w dolnym biegu, poniżej Marek znana jako Kanał Markowski) – rzeka w województwie mazowieckim.

## Opis
Długa ma źródła w okolicy ulicy Polnej w Starej Niedziałce na północ od Mińska Mazowieckiego (obecnie w miejscu tym przechodzi autostrada A2) i płynąc na zachód przepływa przez Halinów (spiętrzona w postaci stawów), Okuniew, Ossów, Zielonkę i Marki i wpada do Kanału Żerańskiego w warszawskiej dzielnicy Białołęka w okolicy ulicy Kobiałka. Całkowita długość rzeki wynosi około 47 km.
Głównymi dopływami Długiej są:
- Ząza (struga, dawniej Zonza, prawostronny, identyfikator PRNG 160258, długość ok. 20 km) – ma swoje źródła w okolicach wsi Szymankowszczyzna i Ładzyń (blisko bo ok. 4 km od źródeł Długiej, bywa też niewłaściwie utożsamiana z nią całą), uchodzi do Długiej w Okuniewie,
- Czarna Struga (dawniej Cięciwa, prawostronny, identyfikat PRNG 18931) – krótki (ok. 10 km) ciek wypływający z bagien nad brzegiem rzeki Czarnej pomiędzy miejscowościami Majdan, Kolno i Trzcinka, a dawniej prowadzący wody całego górnego biegu Czarnej do obecnego ujścia do Długiej pod Ossowem[2][3].

Obecnie rzeka nie jest odbiornikiem wód opadowych z kanalizacji deszczowej, choć w dolnym jej biegu widać wezbrania wód w związku z opadami. W związku z intensywnym rozwojem zabudowy Białołęki planowane jest wykorzystanie rzeki i jej dopływów znanych jako Obiekt Lewandów I z Doprowadzalnikami F i G oraz Rowu Magenta jako miejsca odbioru wód opadowych z dzielnic Białołęka i Rembertów.
Rzeka na terenie miasta Zielonki jest obwałowana na odcinku 2,5 km wałami przeciwpowodziowymi.
Badania przeprowadzone w 2002 roku wykazały, że była to najbardziej zanieczyszczona rzeka na terenie powiatu wołomińskiego. W sierpniu 2024 roku rzeka wyschła w pobliżu ujścia do Kanału Żerańskiego. Sytuacja powtórzyła się w lipcu 2025 roku.